# Groene reisgids

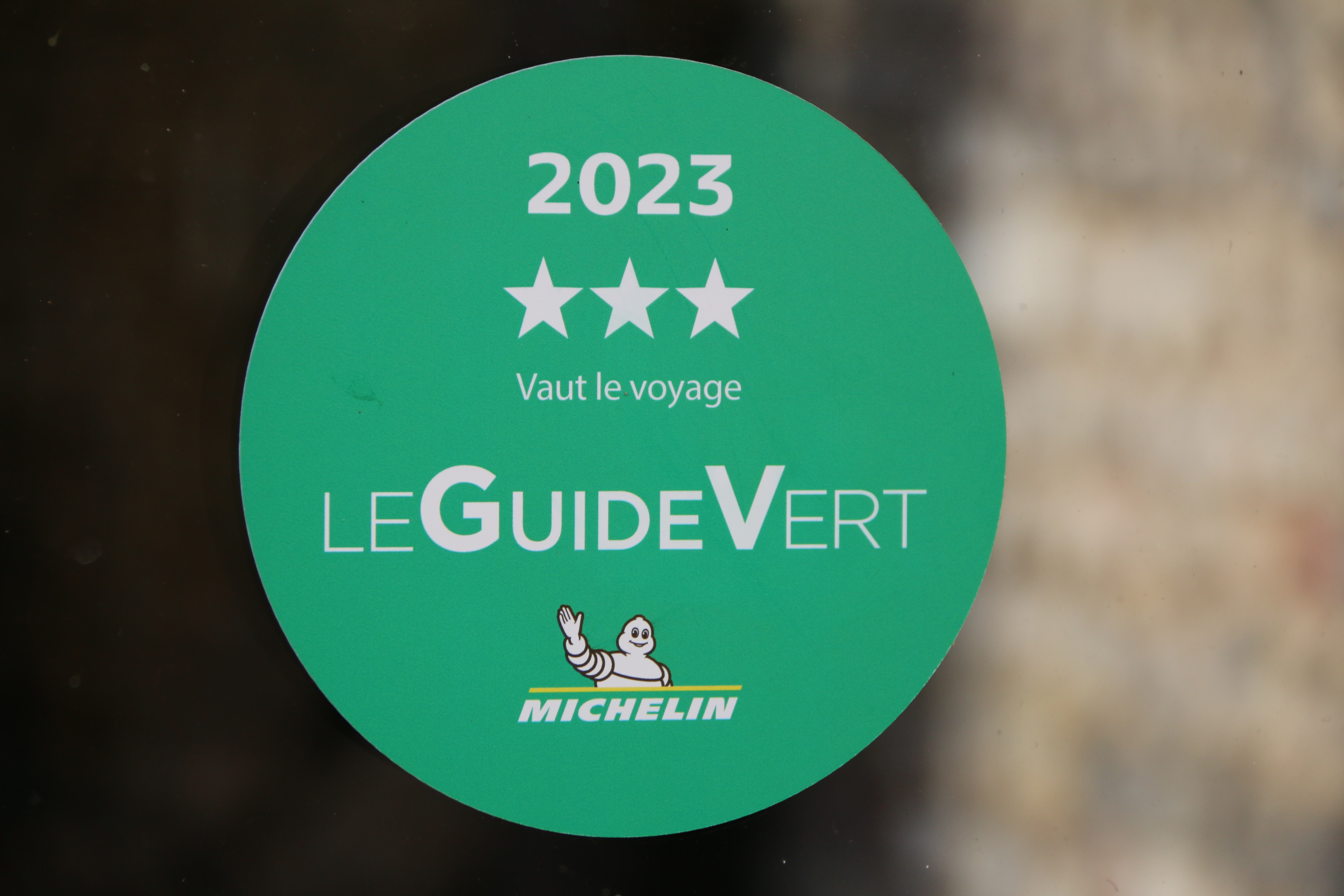
Het sterrensysteem van de Groene reisgids

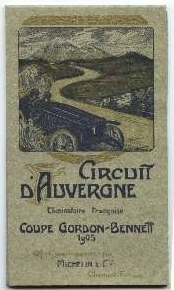
Voorloper van de Groene reisgids uit 1905

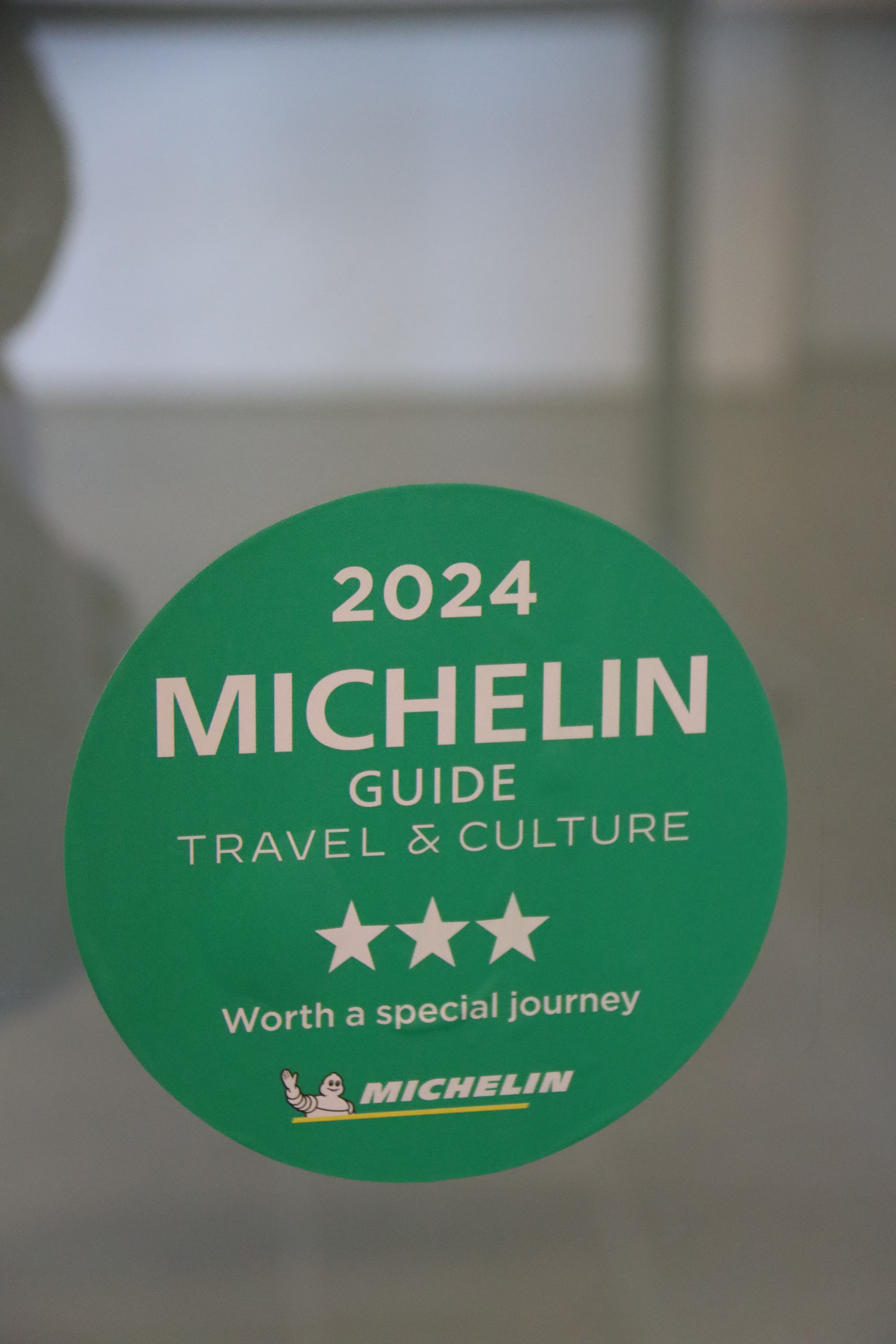
Het sterrensysteem van de Groene reisgids (stadhuis van Oudenaarde)

De Groene reisgids is een reisgids van het Franse concern Michelin. Het langwerpige groene boekje geeft toeristische informatie over een land, streek of stad. De gids biedt een alfabetische lijst met interessante bezienswaardigheden. De gidsen worden in diverse talen uitgegeven en zijn complementair met de wegenkaarten van Michelin.
Net als in de Rode gids (die restaurants behandelt) wordt ook in de Groene gids gebruik gemaakt van een driesterrensysteem. De sterren in de Groene reisgids geven aan dat een bestemming of bezienswaardigheid "de reis waard" is (3 sterren), "een omweg waard" is (2 sterren) of "interessant" is (1 ster). Daarnaast bevat de gids ook bestemmingen die een vermelding waard zijn, maar geen ster ontvangen. Naast bestemmingen geeft de gids ook landschappelijk fraaie routes aan (die eveneens met sterren aangeduid worden).

## Geschiedenis
Begin jaren 1900 werden er voor het eerst met steun van Michelin gidsen voor autoroutes uitgegeven. Deze werden kort na de Eerste Wereldoorlog opgevolgd door gidsen met routes langs de slagvelden. Het officiële ontstaansjaar van de Groene reisgids is echter 1926. Oorspronkelijk lag de focus op Frankrijk, maar geleidelijk aan verbreedde deze tot de gekende internationale reisgids.